# Presidio Ventures
Presidio Ventures — американская венчурная компания, располагающаяся в Кремниевой долине. Входит в кэйрэцу Sumitomo.

## История
Компания была основана в 1998 году как дочерняя компания Sumitomo Corporation. В 1999 году Presidio Ventures инвестировала в компанию AdKnowledge, ставшую одной из первых баннерных сетей. 
Одним из самых известных проектов компания стала компания MySQL, привлекшая Presidio Ventures в качестве стратегического инвестора. Позже, в 2008 году, компания была продана Sun Microsystems за $1 млрд.
В 2002 году создаётся биотехнологическая компания Agrivida, специализирующаяся на производстве химических веществ, топлива и биопродуктов из целлюлозной биомассы.
В том же году Presidio Ventures инвестирует в Cambrios — производителя наноматериалов для дисплеев.
В 2006 году компания входит в капитал компания Catalytic Solutions, специализирующейся на производстве катализаторов для автомобилей

## Компания сегодня
На сегодняшний день компания работает через 3 отделения: в Кремниевой долине, Бостоне и Нью-Йорке. Presidio Ventures инвестировала в более 100 стартапов на сумму около $200 млн .